# Vlad III. Dracula
Vlad III. Dracula (1431–1476/1477; řečený též Napichovač či Naražeč, rumunsky Vlad Țepeș [cepeš]) byl trojnásobný valašský kníže. Poprvé se krátce stal knížetem v roce 1448. Známý je především díky své druhé vládě v letech 1456–1462. Potřetí získal vládu krátce před svou smrtí v roce 1476.
Zatímco v Rumunsku a Bulharsku je díky bojům s Osmanskou říší pokládán za lidového hrdinu, ve zbytku světa je znám spíš jako předloha pro hororového upíra Draculu. Navzdory obecnému přesvědčení nebyl vládcem Sedmihradska (Transylvánie), ale sousedního Valašska.
V anketě 100 největších Rumunů se umístil na dvanáctém místě.

## Jméno
Vlad III. byl znám pod několika přízvisky. Jeho pozdější přezdívka Țepeș je odvozena od jeho oblíbeného způsobu zabíjení narážením na kůl. Tuto přezdívku však získal až posmrtně, okolo roku 1550. Jeho nepřátelé Turci mu ze stejného důvodu už za jeho života říkali Kazikli bey – kníže narážeč.[ve zdroji nenalezeno]
Dragwlya (nebo Dragkwlya), Dragulea, Dragolea, Drăculea je pak zdrobnělinou přezdívky jeho otce — Drak (Dracul) — jíž byl označován jako člen tzv. Dračího řádu císaře Zikmunda, který měl za úkol chránit křesťanskou víru.
Během svého života se Vlad III. v latinských dokumentech podepisoval jako Wladislaus Dragwlya, vaivoda partium Transalpinarum (1475).

## Život
Byl synem valašského knížete Vlada II. z rodu Drăculești. S největší pravděpodobností se narodil v sedmihradské pevnosti Sighișoara v zimě roku 1431. Jméno jeho matky známé není, ale Vlad II. byl v té době zřejmě ženatý s Cneajnou z Moldávie. Měl dva nevlastní starší bratry Mirceu a Vlada a mladšího bratra jménem Radu.
V roce 1436 Vlad II. nastoupil na valašský trůn, ale v roce 1442 ho vypudila nepřátelská frakce ve spojení s Uherskem. Zajistil si podporu Osmanů. Musel ale souhlasit, že dva jeho synové – Vlad (III.) a Radu – zůstanou u otomanského dvora jako záruka jeho loajality.
Vlad III. byl propuštěn až po zavraždění Vlada II. valašskými šlechtici (ve spolupráci se sedmihradským knížetem Janem Hunyadim) v roce 1447. Syna a dědice Mirceu oslepili a zavraždili společně s otcem. Vlad se tak s tureckou podporou na dva měsíce stal loutkovým panovníkem Valašska. Vlad utekl do Moldávie za svým strýcem Bogdanem, se kterým si vytvořil dobré vztahy, ale po Bogdanově zavraždění uprchl a nakonec se připojil ke knížeti Janu Hunyadimu (rumunsky Ioan de Hunedoara) a uherskému králi Ladislavovi.
V roce 1456 se v souvislosti s uhersko-osmanskými boji vojensky zmocnil Valašska. Po počáteční konsolidaci vlády zahájil v roce 1459 otevřenou protiosmanskou politiku, která vyústila v nájezdy na Turky kontrolovaná území jižně od Dunaje na přelomu let 1461–1462.

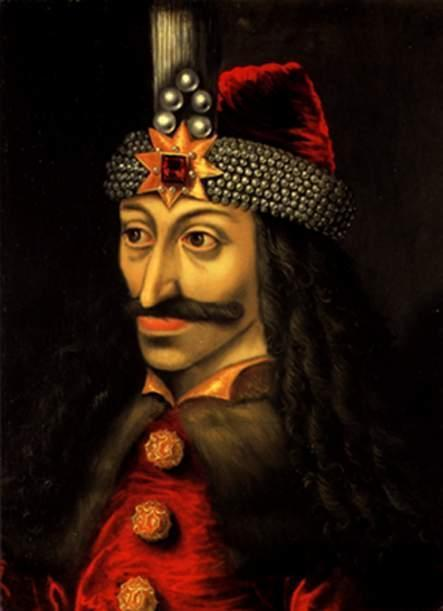
Portrét Vlada III. v innsbruckém zámku Ambras. Na tomto portrétu má „habsburský ret“

V zimě roku 1462 Vlad překročil Dunaj a poničil Bulharsko mezi Srbskem a Černým mořem. Vydával se za tureckého sipahí a s využitím plynné turečtiny infiltroval a zničil osmanské tábory. V dopise Korvínovi z 2. února píše:
| „ | Zabil jsem sedláky a ženy, staré i mladé, kteří žili v Oblucitzy a Novoselu, kde se Dunaj vlévá do moře… Zabili jsme 23 884 Turků bez započtení těch, kteří uhořeli v domech a Turků, kterým naši vojáci uřízli hlavy… Tudíž, výsosti, musíte vědět, že jsem narušil mír. | “ |

Sultán Mehmed II. v reakci svolal šedesát tisíc vojáků a třicet tisíc dalších bojovníků a v polovině roku 1462 toho vojsko vtrhlo do Valašska. Vlad jim v tom nedokázal zabránit, ale neustále podnikal menší útoky, například noční útok, při kterém zemřelo 15 000 Otomanů. Osmanská říše ale nakonec Valašsko přesto opanovala a knížetem se stal k říši loajální Vladův mladší bratr Radu.
Na podzim roku 1462 Vlad a uherský král Matyáš Korvín pět týdnů vyjednávali. Vlad byl přesvědčený, že získal uherskou podporu pro křížovou výpravu, a obrátil se zpět z Brašova do Valašska. Na cestě však byl přepaden Korvínovými muži a odvezen do Uherska. Přesná délka Vladova uvěznění není známá, ale zřejmě byl vězněm v letech 1462 až 1466. Diplomatická korespondence z Budy naznačuje, že to byla doba relativně krátká a že byl propuštěn v roce 1466, když se oženil s Ilonou Szilágyi. K jeho rehabilitaci nejspíš přispěla otevřená proosmanská politika jeho bratra Radua a také přímluva jeho příbuzného, moldavského knížete Štěpána.
Vlad se do Valašska vrátil až v roce 1475, po smrti Radua. Jeho třetí vláda však netrvala dlouho. Jeho spojenec Štěpán V. Báthory opustil Valašsko po dosazení Vlada na trůn a Vlad měl jen málo času na přípravu, než se objevila velká osmanská armáda na podporu předchozího vládce. Vlad III. se stal potřetí vévodou 26. listopadu 1476 a za zhruba dva měsíce byl zabit. Údaje o jeho smrti se různí — buď padl v boji s Turky nebo byl zavražděn valašskými bojary nespokojenými s jeho vládou. Jeho hlava byla (podle Antonia Bonfiniho a tureckého kronikáře) odvezena do Istanbulu jako trofej, tělo bylo zřejmě pohřbeno v Comaně, v klášteře, který Vlad III. založil v roce 1461.

## Legendy o krutosti

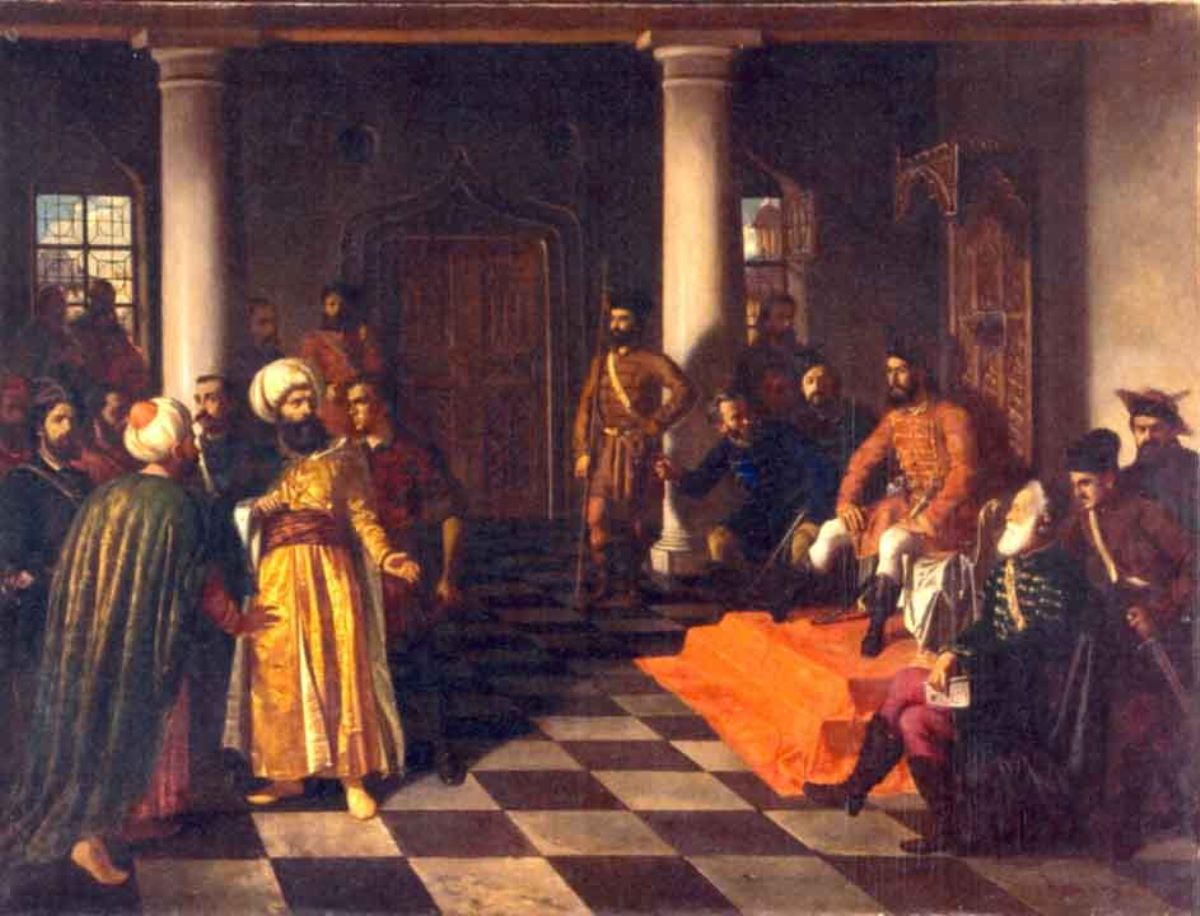
Vlad a turečtí vyslanci; Theodor Aman

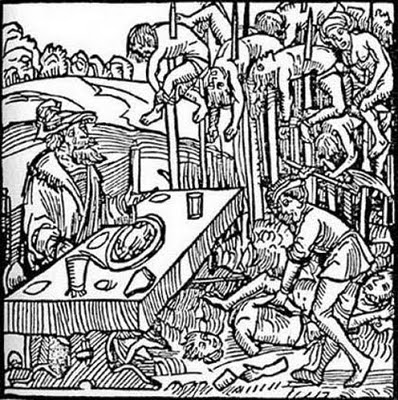
Německý dřevoryt z roku 1499, Dracule waide mezi svými nabodenými oběťmi

Vlad proslul zejména svou tvrdostí, o níž se vypráví mnoho legend. Jisté je, že jeho oblíbeným způsobem popravy bylo kruté, pomalé a bolestivé narážení na kůl. Tímto způsobem usmrcoval válečné zajatce, své politické oponenty i obyčejné zločince. Jindy údajně sezval všechny chudáky v zemi na svůj hrad na velkou hostinu. Všechny je upálil a prohlásil, že tím snížil chudobu v zemi a ukončil jim trápení.
Dalším z jeho radikálních činů bylo přivítání tureckého poselstva, které k jeho dvoru s žádostí o tribut vyslal sultán Mehmed II. Kníže jim nařídil smeknout turbany, přestože věděl, že jim to islám nedovoluje. Když odmítli, nařídil jim turbany přibít na hlavu hřeby. V záchvatu vzteku údajně jednou pořezal svou těhotnou milenku natolik, že jí z břicha vyhřezl nedonošený plod. Nedonošený plod si vystavil ve své ložnici.
Další příběh vypráví jak násilně týral své sluhy, které potom zabil a sexuálně zneužil. Takto to dělal i s malými dětmi. Vše toto víme ze starých zápisků sluhů, kteří jen o vlásek unikli smrti.
Další historka vypráví o tom, že nechal u studny v lese (nebo u kašny na náměstí v Targovišti) volně ležet zlatý pohár, aby se z něj mohl každý pocestný napít. Z obavy před případným krutým trestem se jej nikdo neodvážil odcizit.
Po smrti Vlada Draculy se v Německu začaly objevovat pamflety o jeho skutcích. Typický pamflet z roku 1521 nabízí následující popis:
| „ | Nechal péct děti, které musely jejich matky sníst. A odřezával prsy žen a nutil jejich manžele je sníst. Poté je všechny nabodl na kůl. | “ |
| — | |   |

Několik dřevorytů z německých pamfletů z pozdního patnáctého a počátku šestnáctého století Vlada vyobrazuje hodujícího v lese kůlů, na nichž jsou nabodnuty oběti, zatímco popravčí poblíž usekává části těl dalších obětí. Také se říkalo, že v roce 1462 se Mehmed II. vrátil do Konstantinopole znechucený pohledem na 20 000 nabodených těl před Vladovým hlavním městem Târgoviște.
Počet obětí Vlada III. se odhaduje na 40 000 až 100 000 lidí.

## Vlad v literatuře
Vlad je znám především díky románu Drákula Brama Stokera, kde je popisován jako upír. Podle moderních výzkumů Stoker o skutečném knížeti Vladovi mnoho nevěděl a svůj příběh sestavil z jiných legend nemajících s Vladem nic společného. Nesmrtelnost, kterou mu Stoker připisoval, ovšem nakonec získal: mluví se o něm dodnes.
Zmínka o něm se vyskytuje i v beletristické knize Útok z podzemí, kde mu jsou ale naopak přisuzovány kladné činy.